# Línea T9 (Tranvía de París)
La Línea T9 de tranvía es una línea de la red de Tranvía de la Île de France, que transcurre a lo largo de la carretera departamental nº 5 (antigua RN-305) sustituyendo a la línea de autobús 183 de la RATP. Une Porte de Choisy (París) a Orly. Entró en servicio el 10 de abril de 2021.

## Trazado y estaciones
|  |   |  | estaciones                | Lat/Long                                   | zona | municipio                              | correspondencia |
|  | - |  | ------------------------- | ------------------------------------------ | ---- | -------------------------------------- | --------------- |
|  | o |  | Porte de Choisy           | 48°49′12″N 2°21′53″E / 48.819962, 2.364758 | 1    | XIII Distrito de París                 |                 |
|  | o |  | Châteaudun - Barbès       | 48°48′56″N 2°22′06″E / 48.815427, 2.368368 | 2    | Ivry-sur-Seine                         |                 |
|  | o |  | Cimetière Parisien d'Ivry | 48°48′45″N 2°22′14″E / 48.812597, 2.370514 | 2    | Ivry-sur-Seine                         |                 |
|  | o |  | La Briqueterie            | 48°48′27″N 2°22′29″E / 48.807482, 2.374741 | 2    | Ivry-sur-Seine                         |                 |
|  | o |  | Germaine Tailleferre      | 48°48′12″N 2°22′40″E / 48.803422, 2.377761 | 3    | Ivry-sur-Seine                         |                 |
|  | o |  | Beethoven - Concorde      | 48°48′00″N 2°22′50″E / 48.799974, 2.380621 | 3    | Vitry-sur-Seine                        |                 |
|  | o |  | Musée MAC-VAL             | 48°47′34″N 2°23′10″E / 48.792899, 2.386242 | 3    | Vitry-sur-Seine                        |                 |
|  | o |  | Mairie de Vitry-sur-Seine | 48°47′23″N 2°23′20″E / 48.789694, 2.38885  | 3    | Vitry-sur-Seine                        |                 |
|  | o |  | Camille Groult            | 48°47′08″N 2°23′31″E / 48.78564, 2.392015  | 3    | Vitry-sur-Seine                        |                 |
|  | o |  | Constant Coquelin         | 48°46′56″N 2°23′40″E / 48.782123, 2.394434 | 3    | Vitry-sur-Seine                        |                 |
|  | o |  | Watteau - Rondenay        | 48°46′42″N 2°23′47″E / 48.77821, 2.39652   | 3    | Vitry-sur-Seine                        |                 |
|  | o |  | Trois Communes            | 48°46′20″N 2°24′01″E / 48.772348, 2.400318 | 3    | Vitry-sur-Seine, Choisy-le-Roi, Thiais |                 |
|  | o |  | Verdun - Hoche            | 48°45′59″N 2°24′15″E / 48.766338, 2.404169 | 3    | Choisy-le-Roi, Thiais                  |                 |
|  | o |  | Rouget de Lisle           | 48°45′50″N 2°24′21″E / 48.763898, 2.405832 | 3    | Choisy-le-Roi                          | 393 ·           |
|  | o |  | Carle - Darthé            | 48°45′33″N 2°24′32″E / 48.759273, 2.408847 | 3    | Choisy-le-Roi                          |                 |
|  | o |  | Four - Peary              | 48°45′18″N 2°24′42″E / 48.754916, 2.411658 | 3    | Choisy-le-Roi                          |                 |
|  | o |  | Christophe Colomb         | 48°45′07″N 2°25′01″E / 48.751824, 2.417023 | 4    | Choisy-le-Roi, Orly                    |                 |
|  | o |  | Les Saules                | 48°44′49″N 2°24′57″E / 48.74688, 2.41595   | 4    | Orly                                   | andando         |
|  | o |  | Orly - Gaston Viens       | 48°44′42″N 2°24′31″E / 48.745019, 2.4086   | 4    | Orly                                   |                 |

## Estaciones

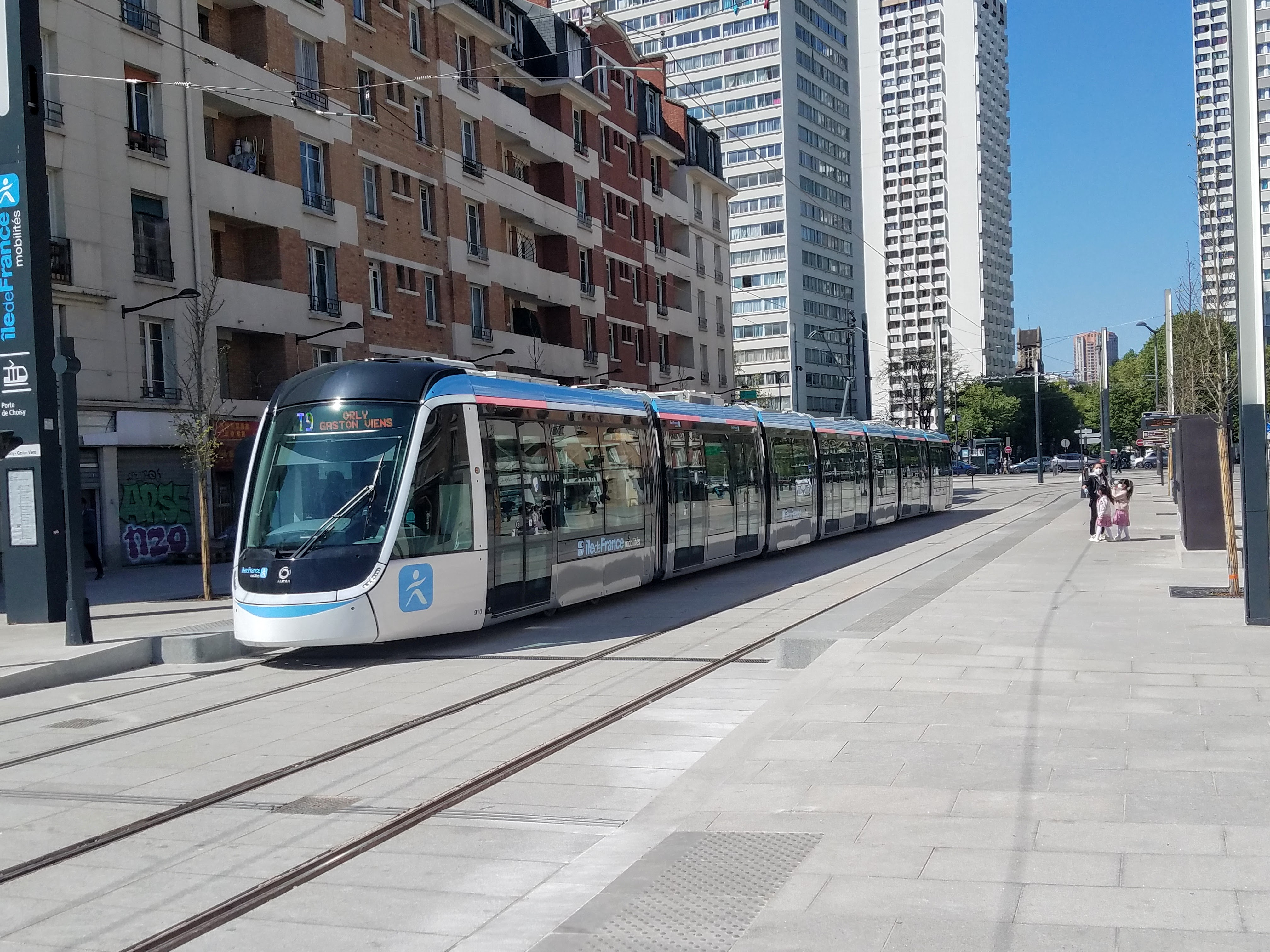
T9 - Porte de Choisy
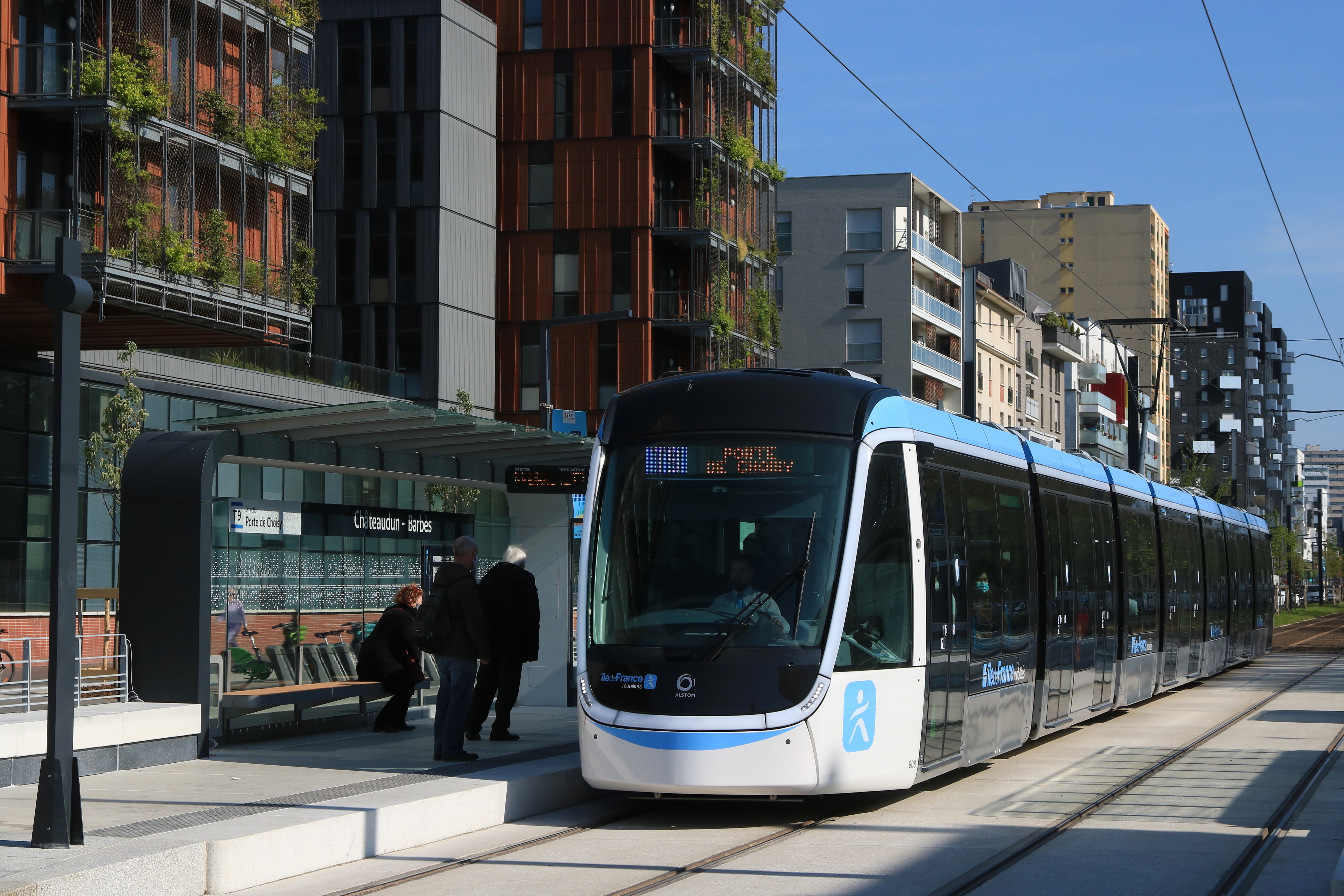
T9 - Châteaudun - Barbès
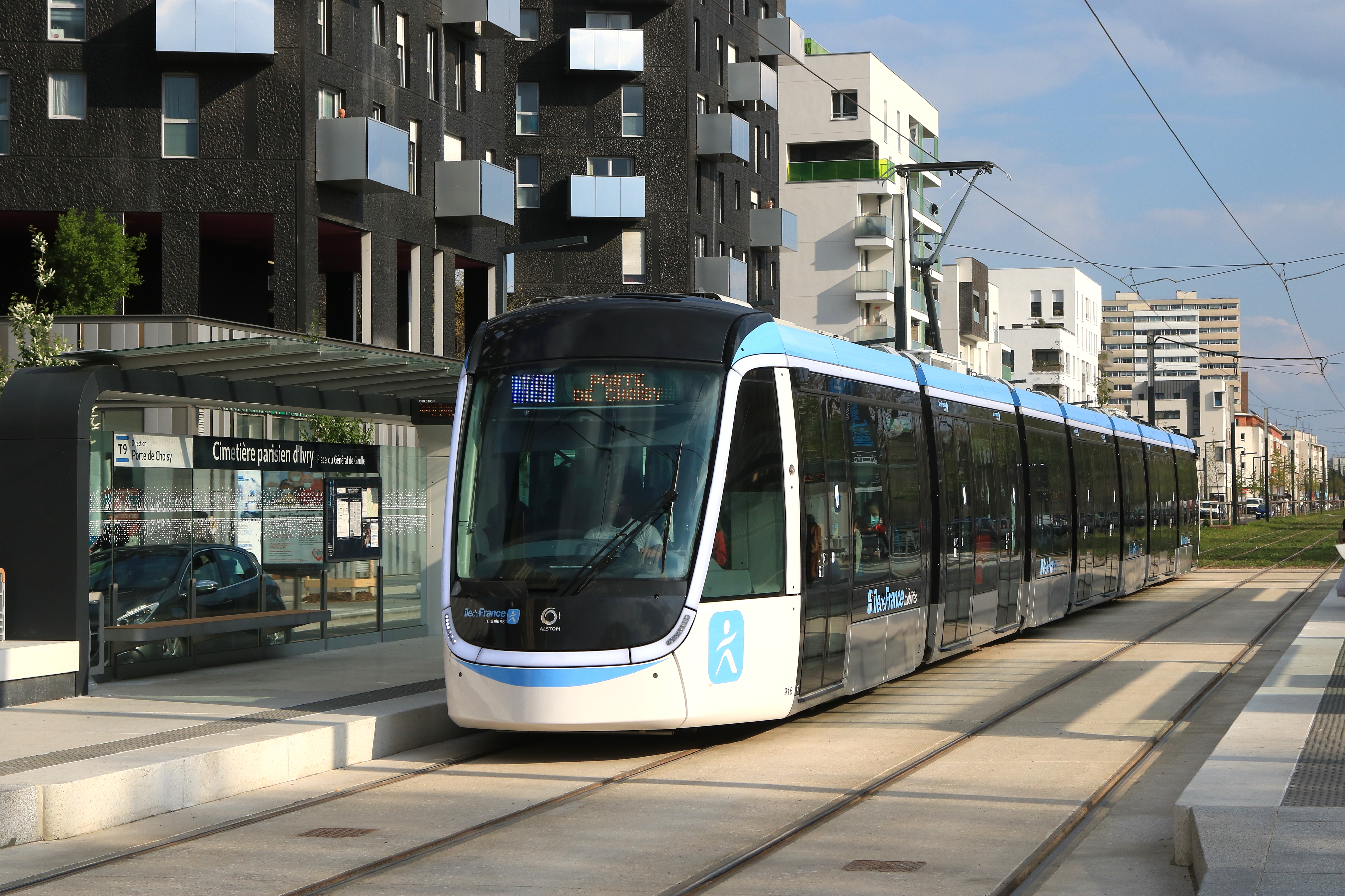
T9 - Cimetière Parisien d'Ivry
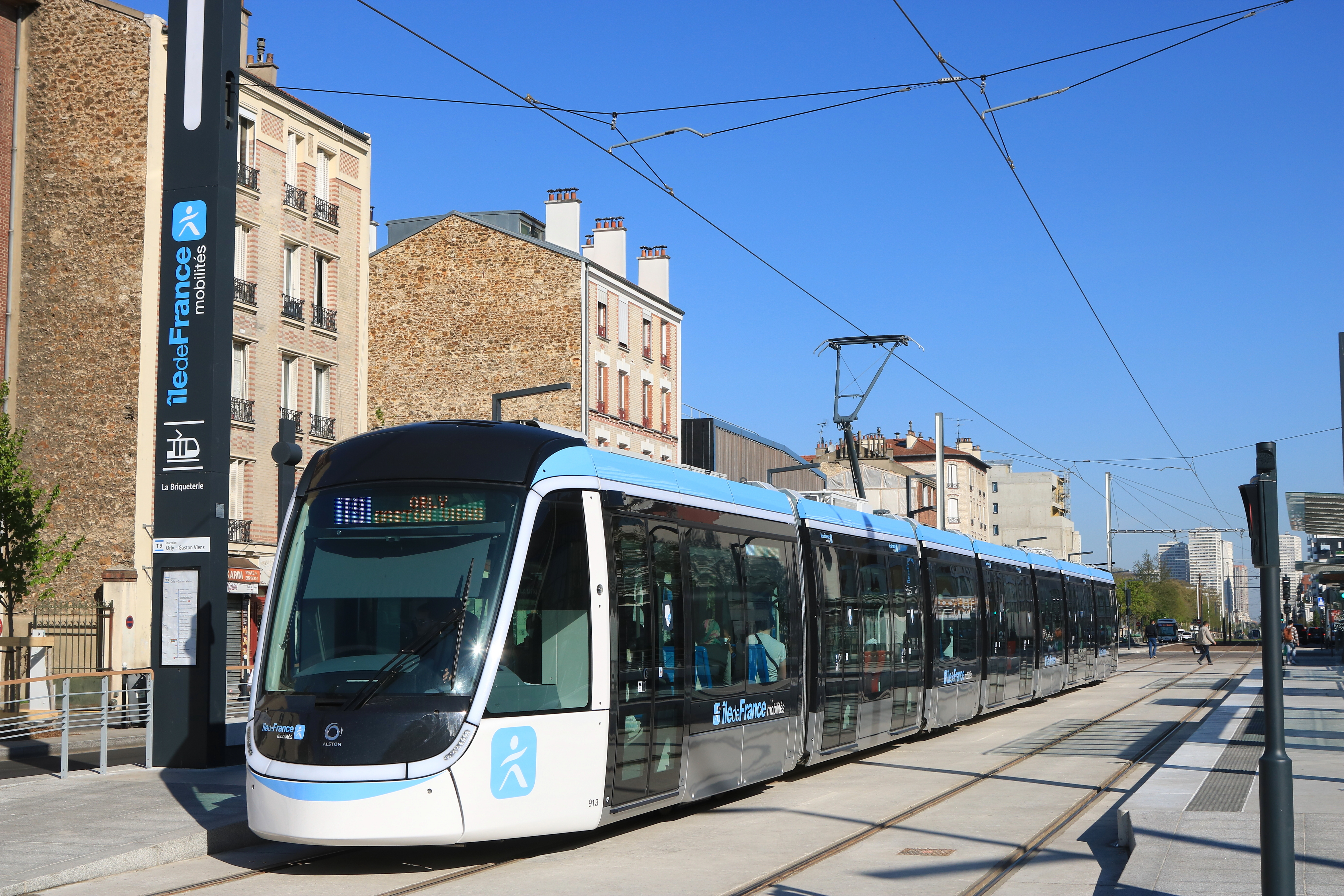
T9 - La Briqueterie
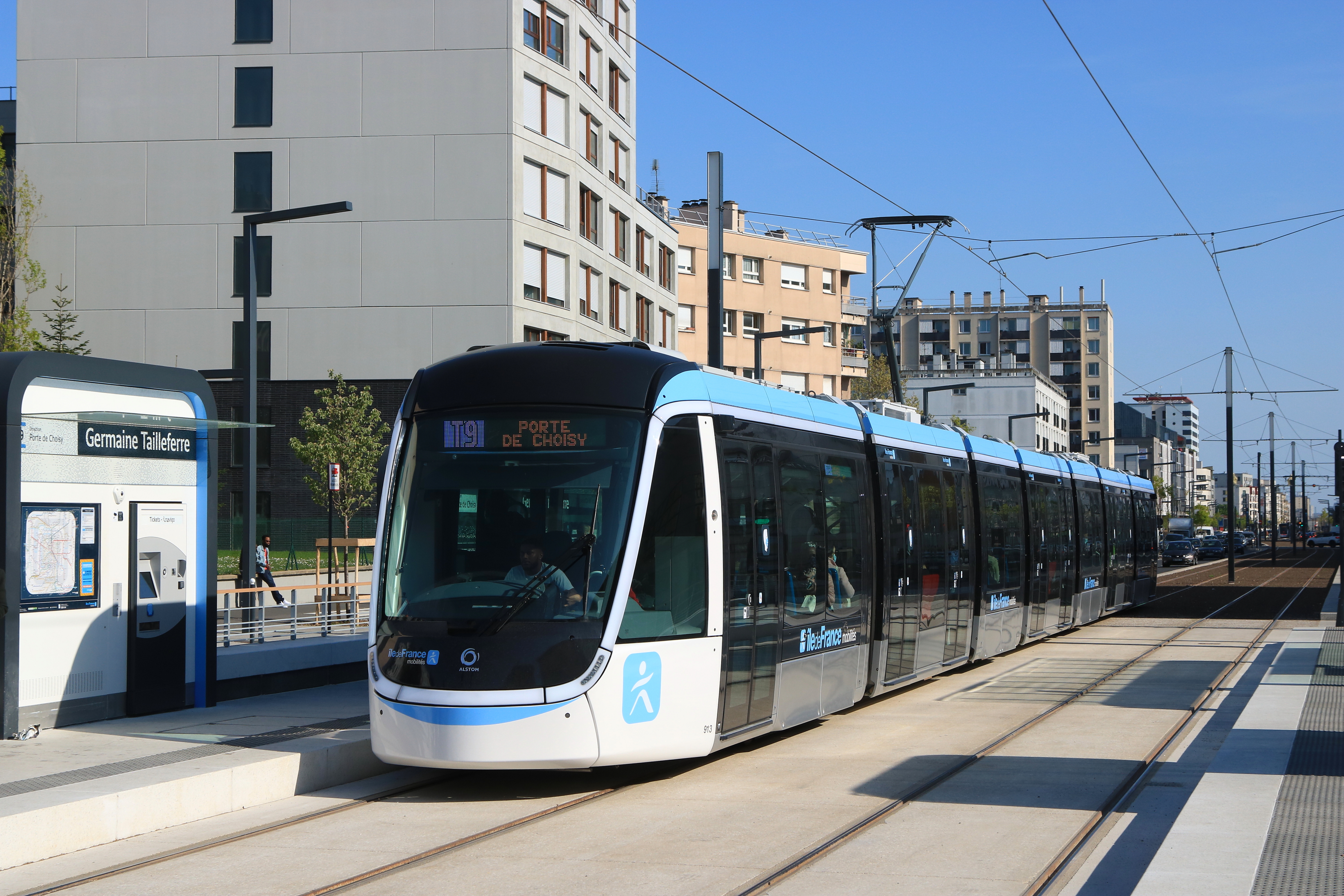
T9 - Germaine Tailleferre
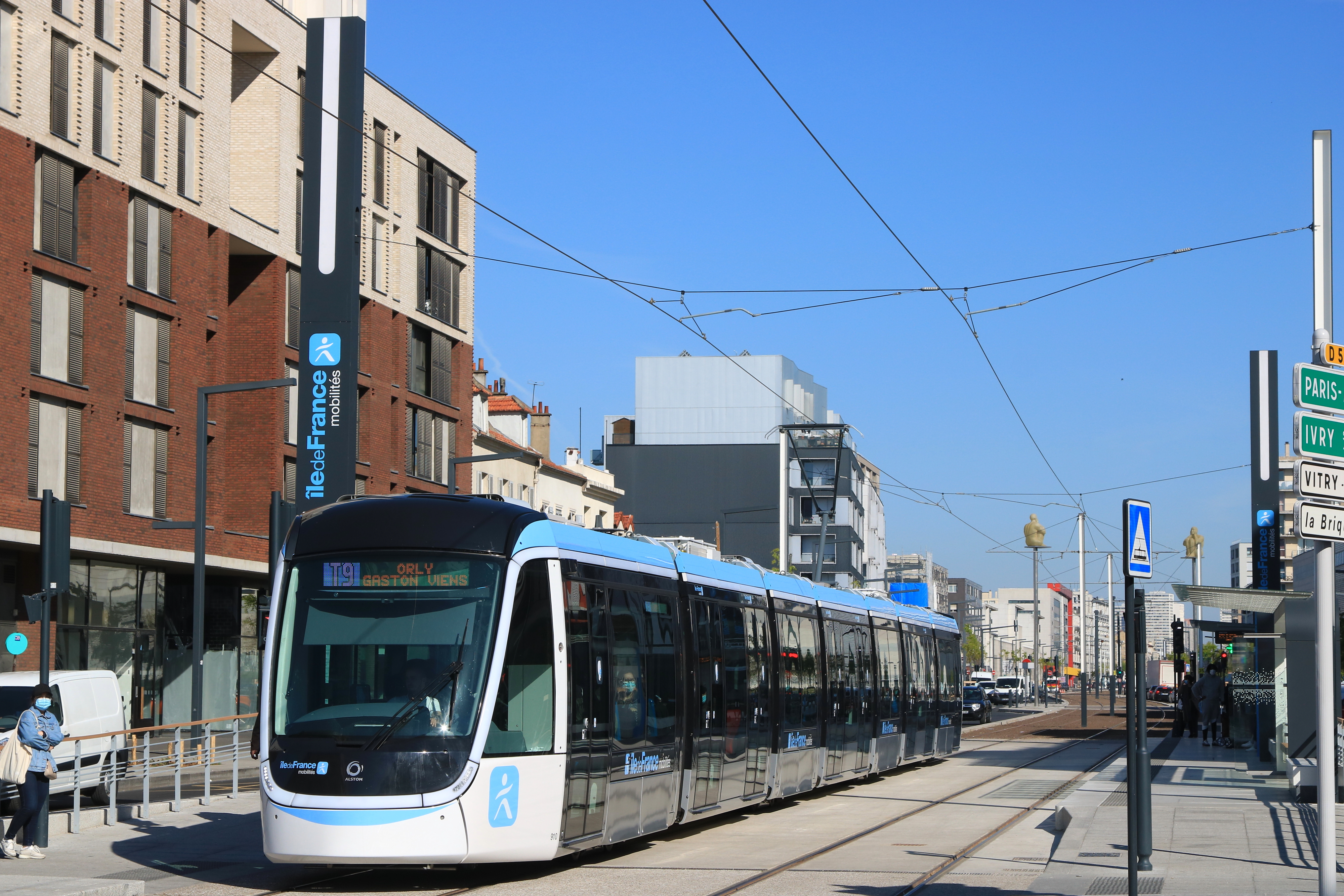
T9 - Beethoven - Concorde
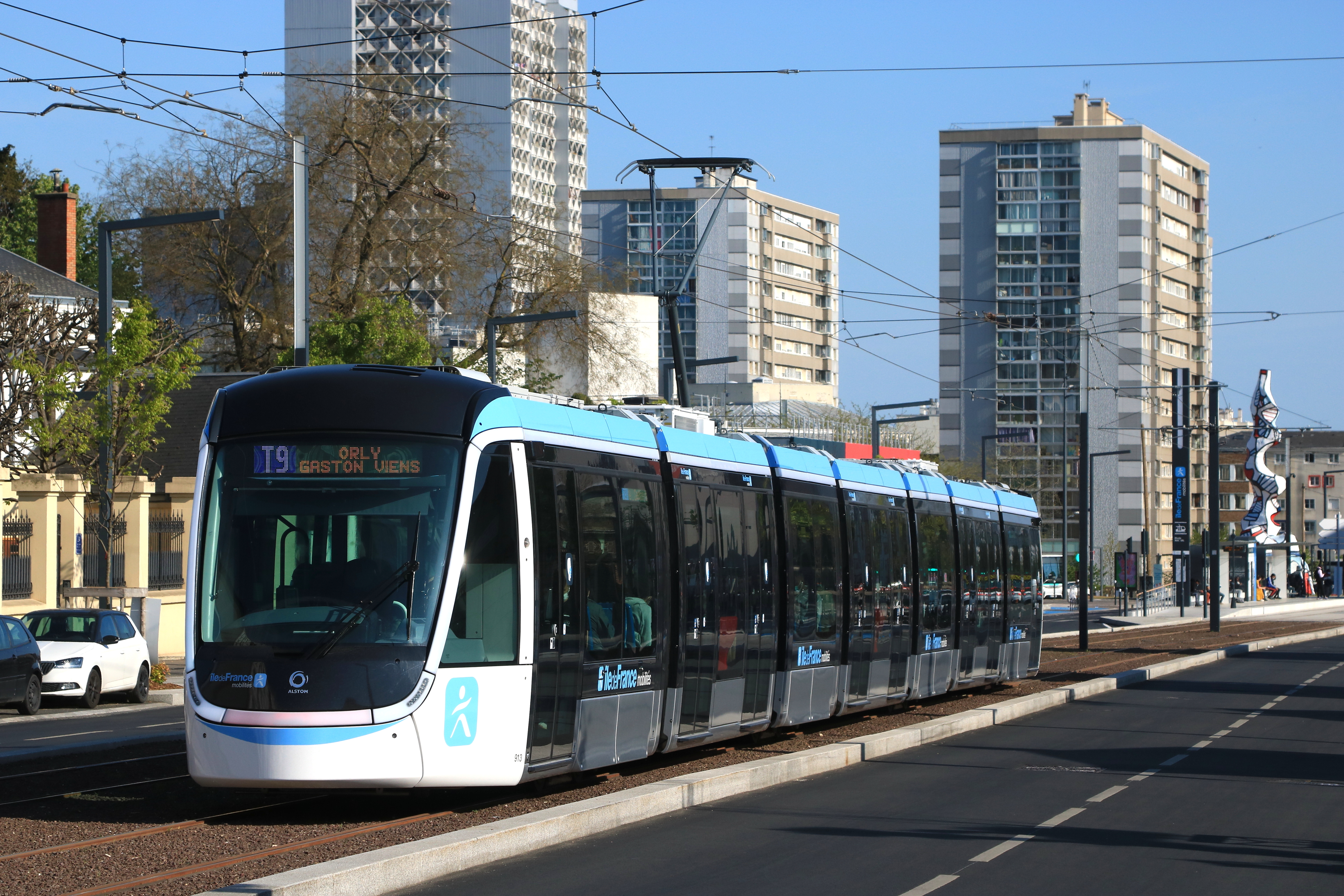
T9 - Musée MAC-VAL
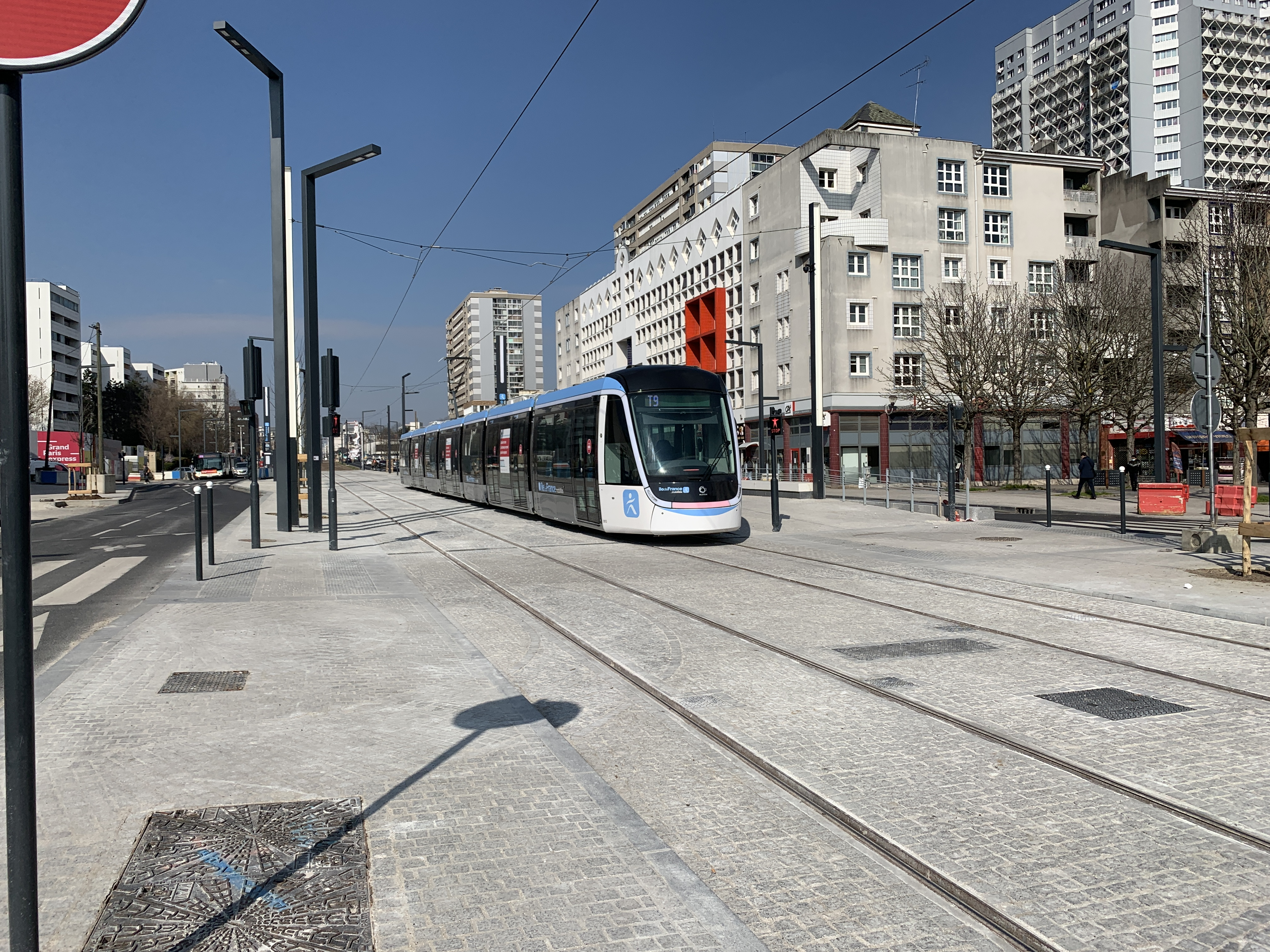
T9 - Mairie de Vitry-sur-Seine
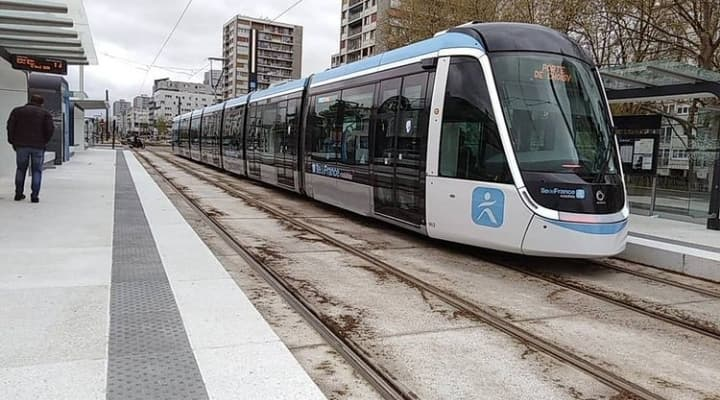
T9 - Camille Groult
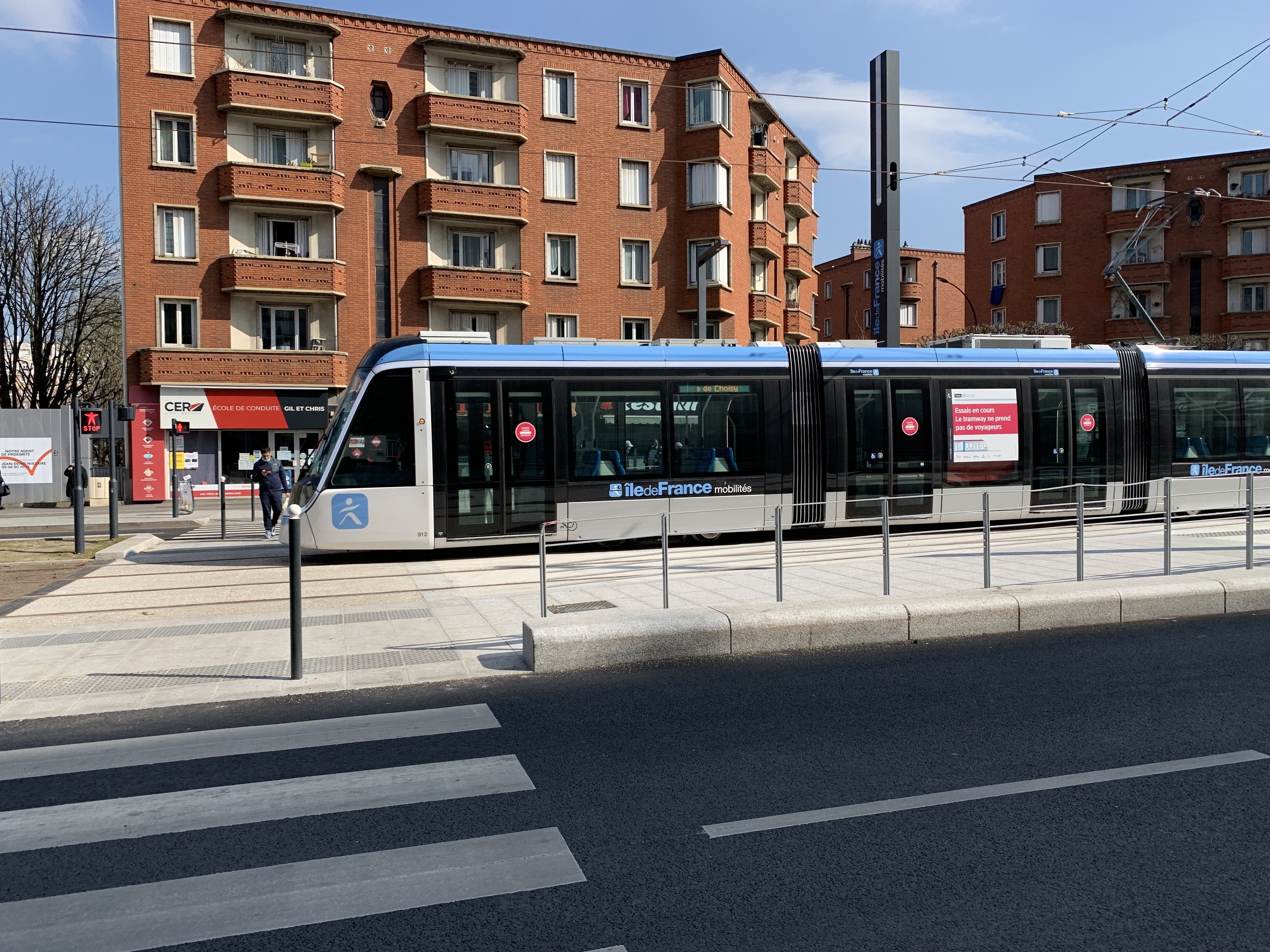
T9 - Constant Coquelin
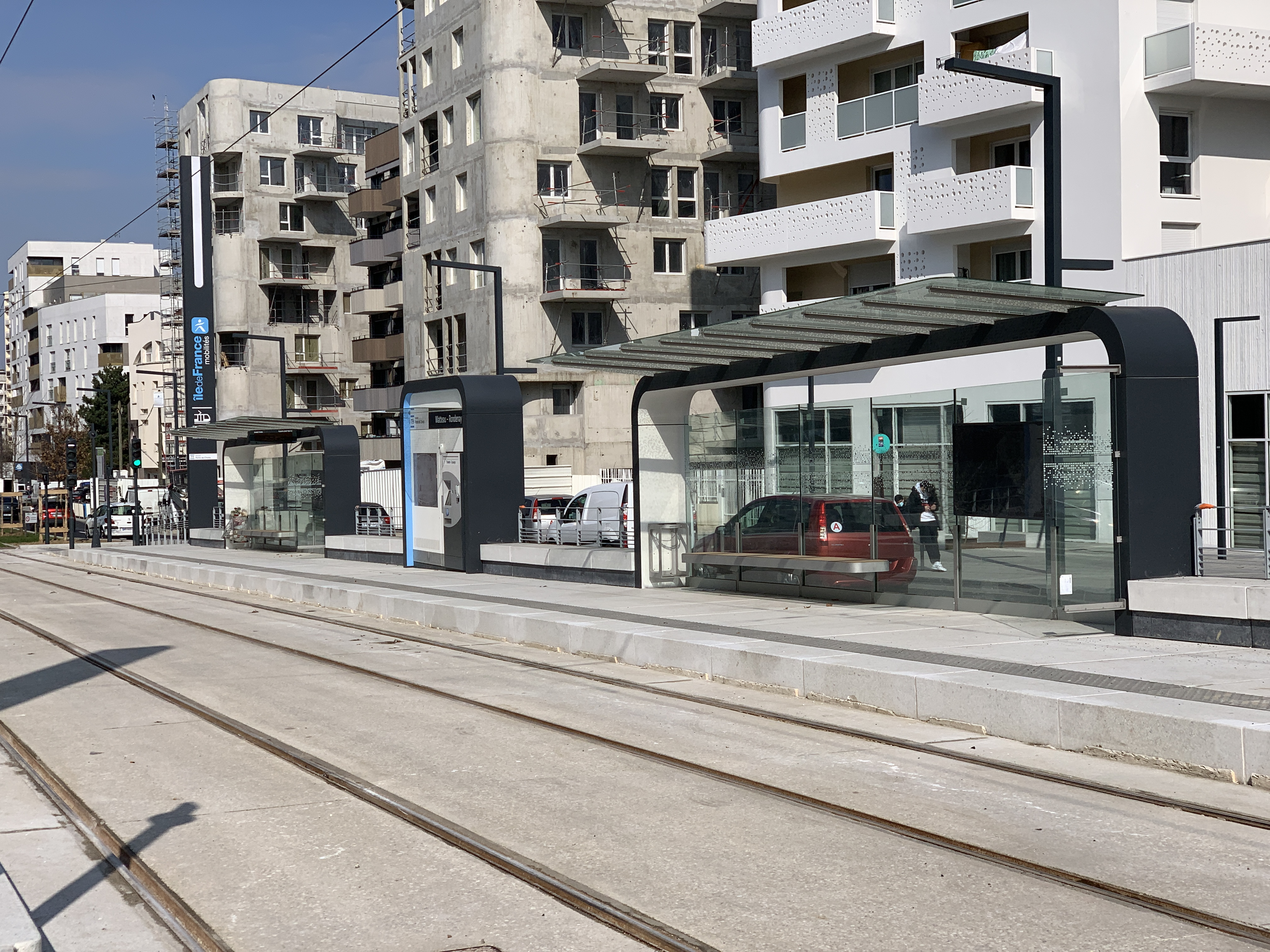
T9 - Watteau - Rondenay
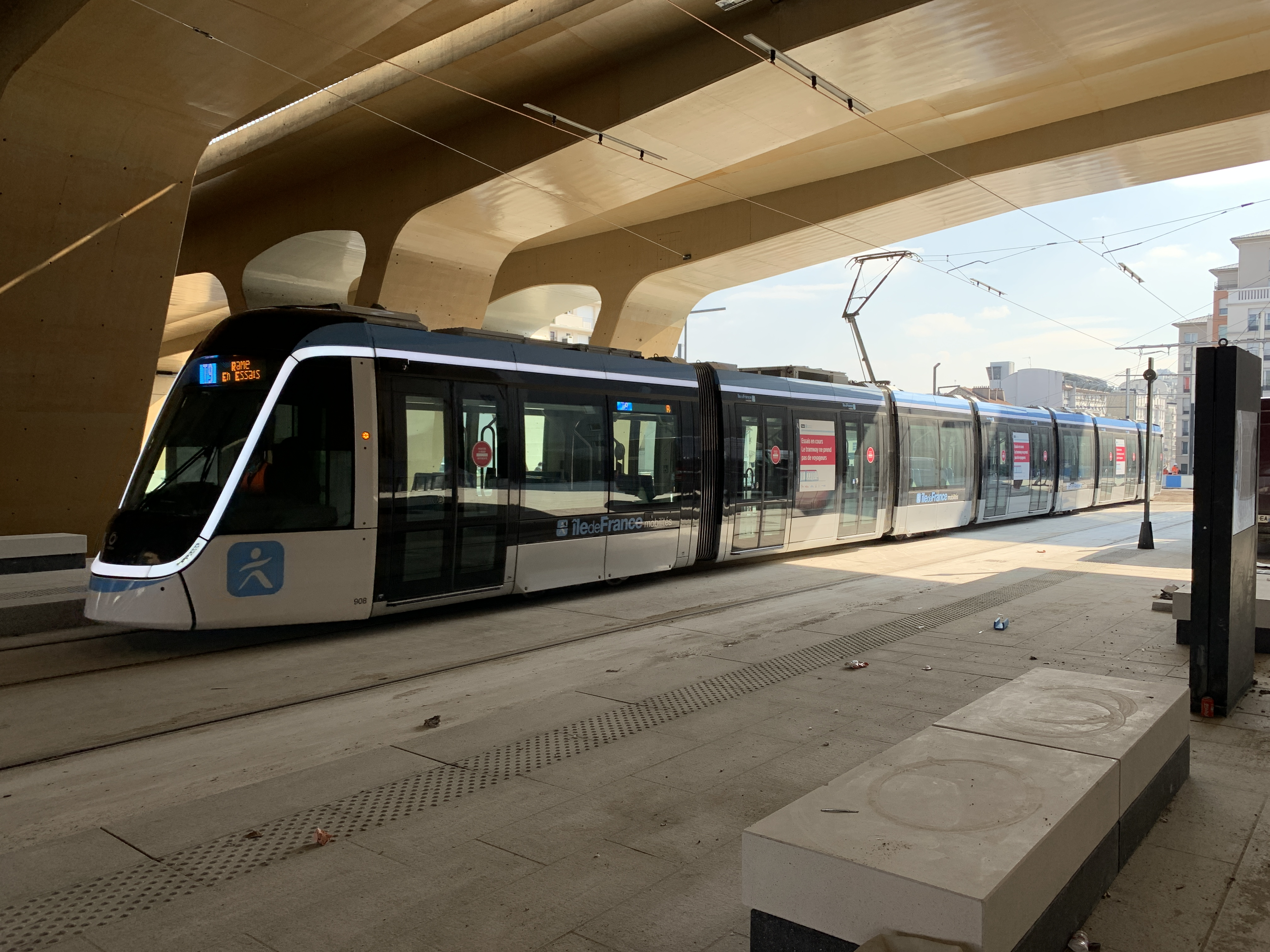
T9 - Trois Communes
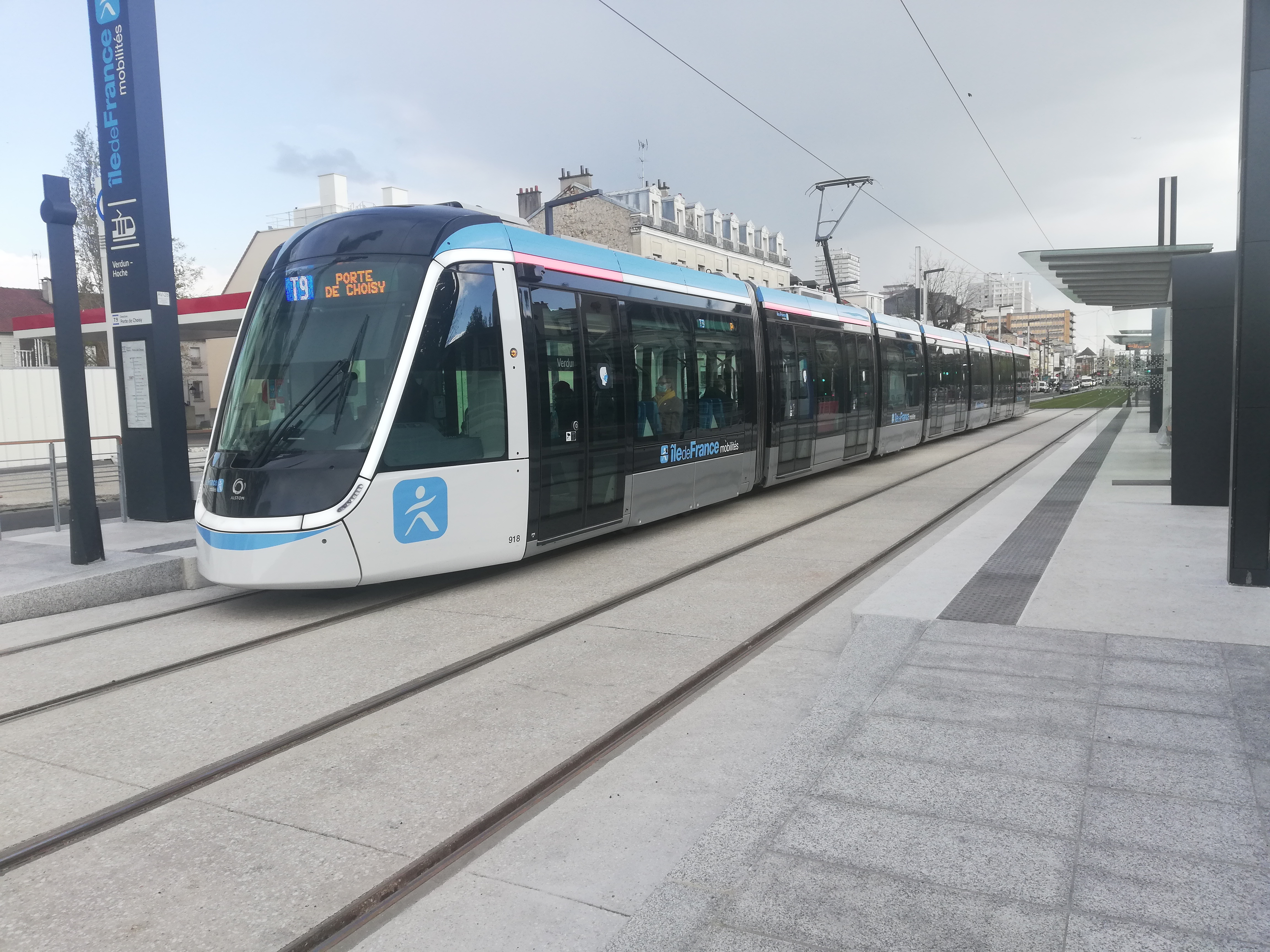
T9 - Verdun - Hoche
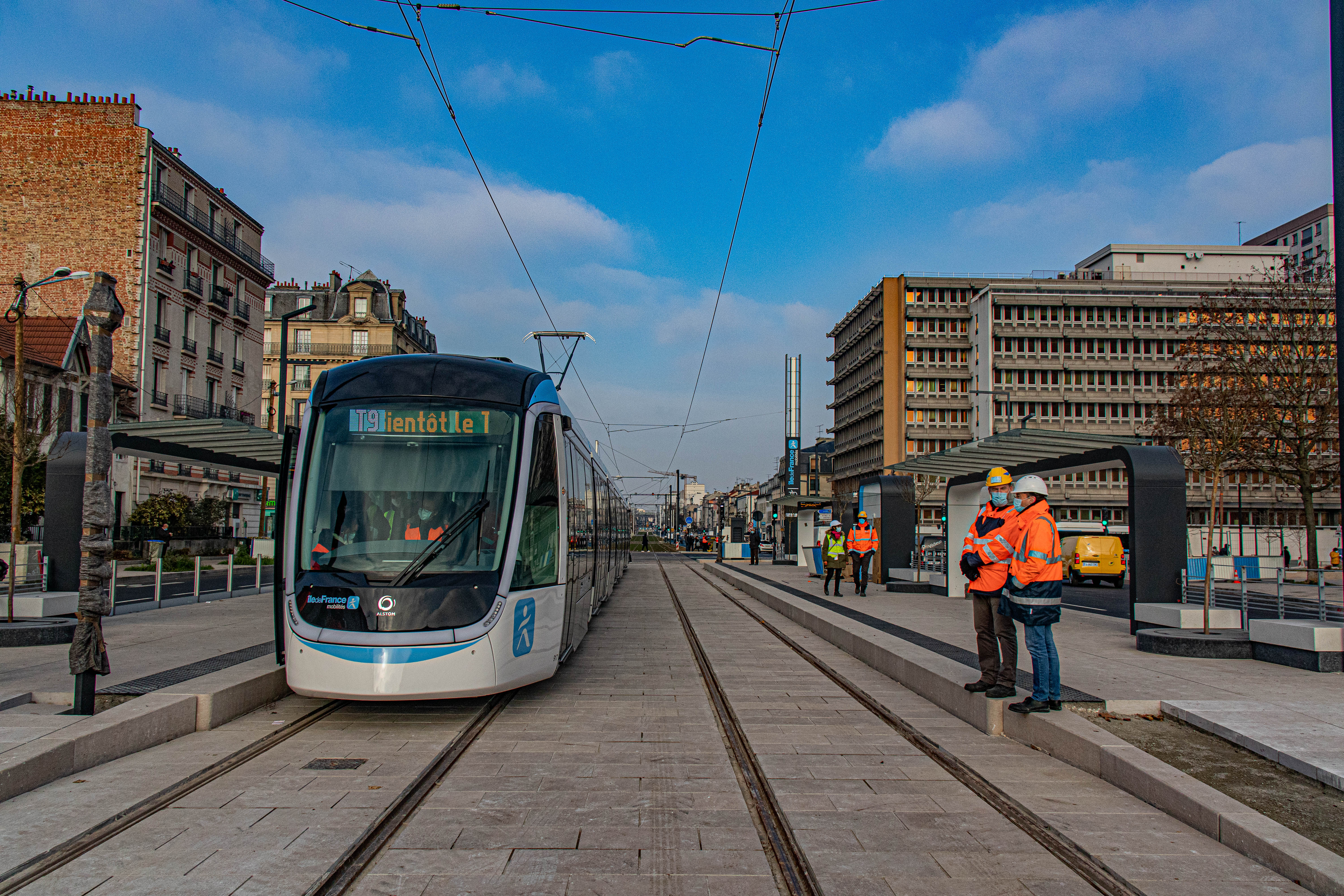
T9 - Rouget de Lisle
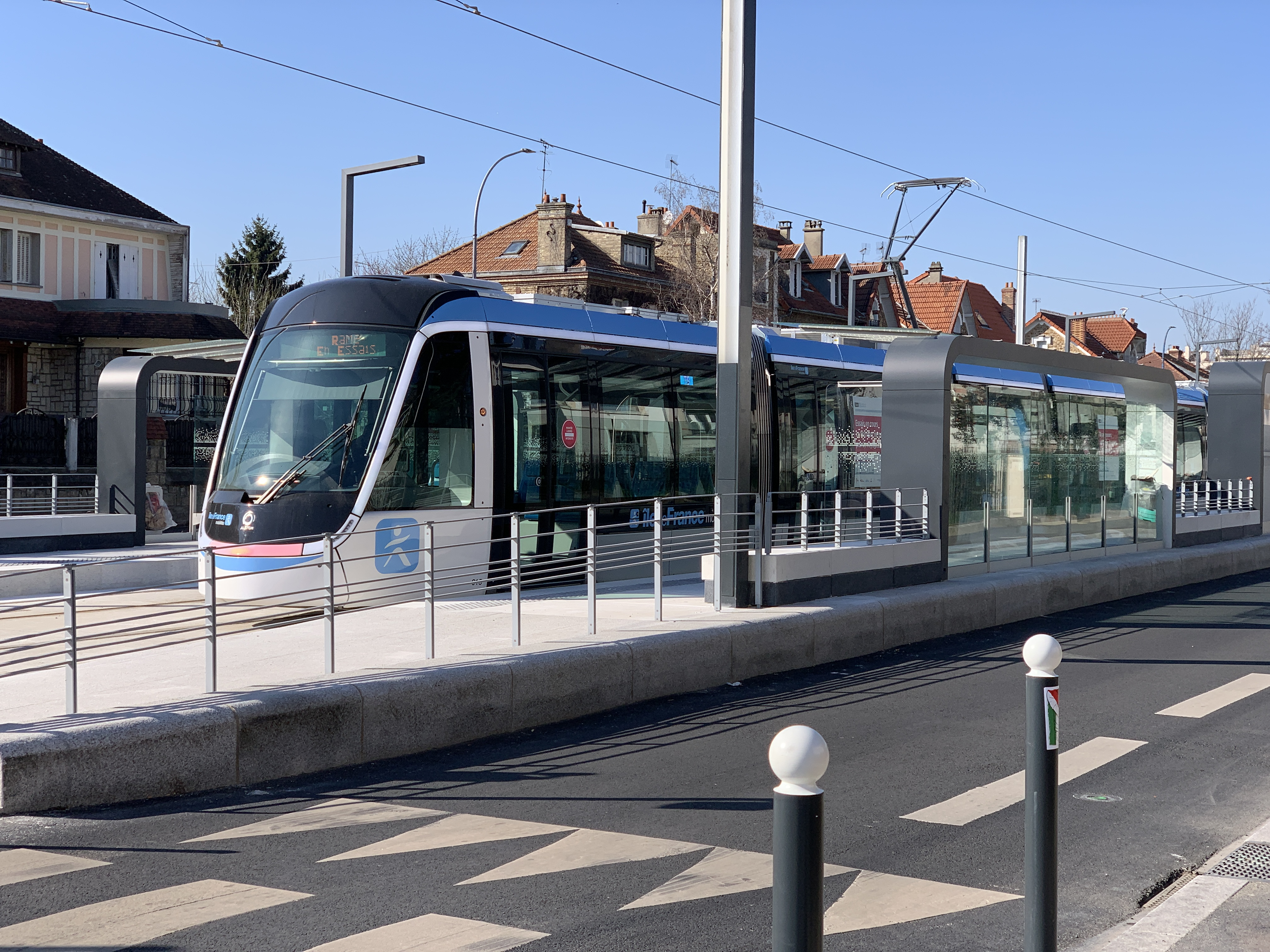
T9 - Carle - Darthé
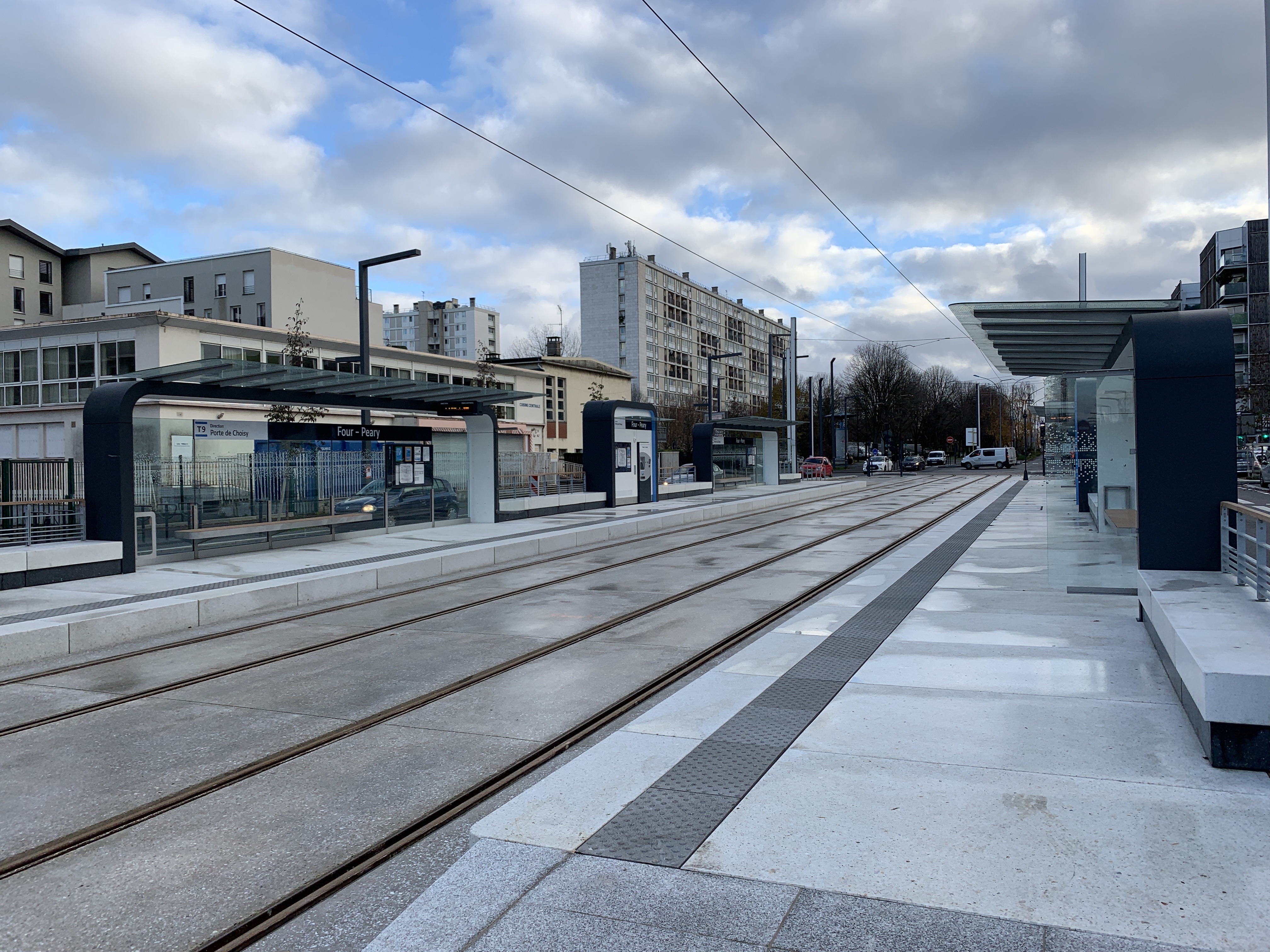
T9 - Four - Peary
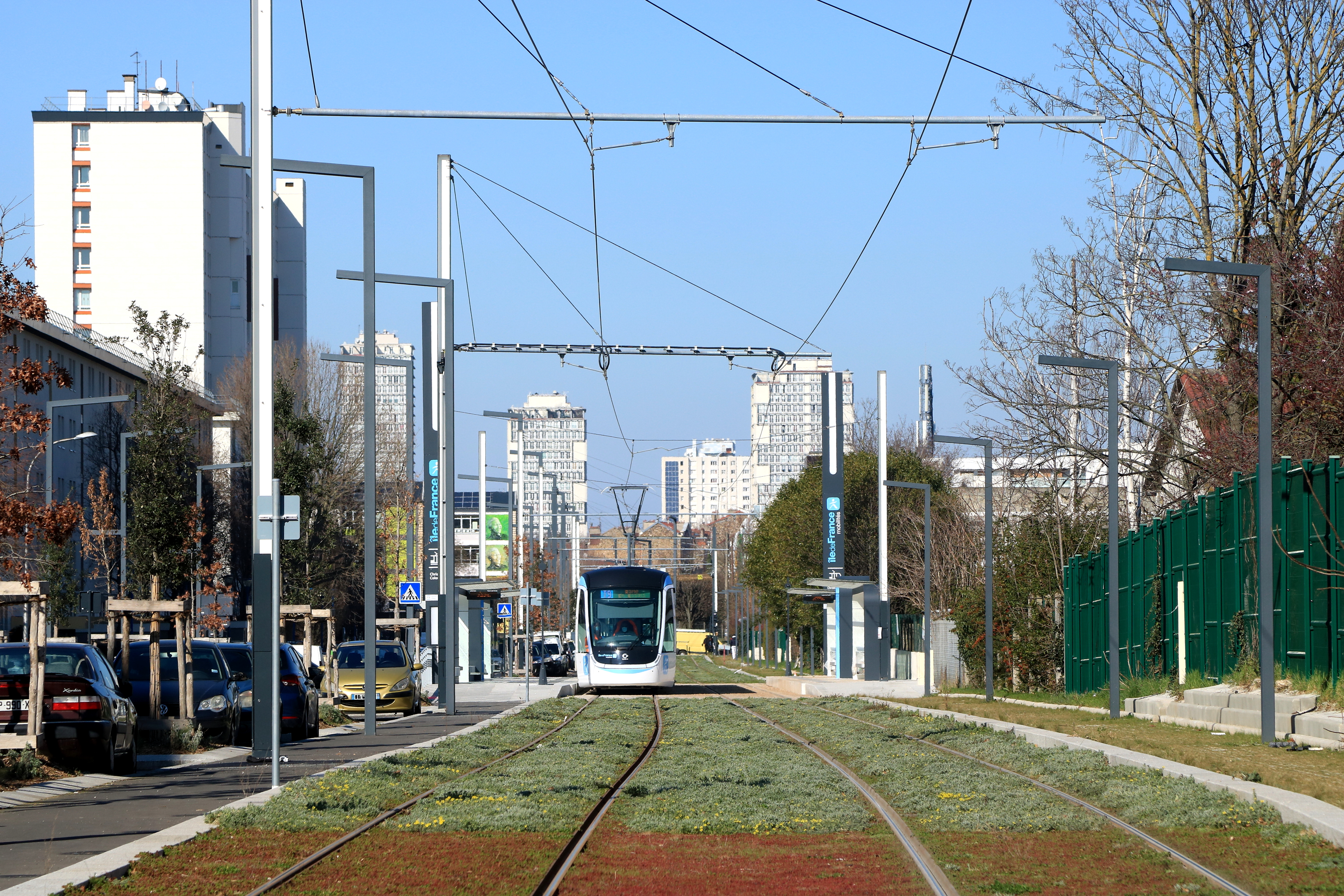
T9 - Christophe Colomb
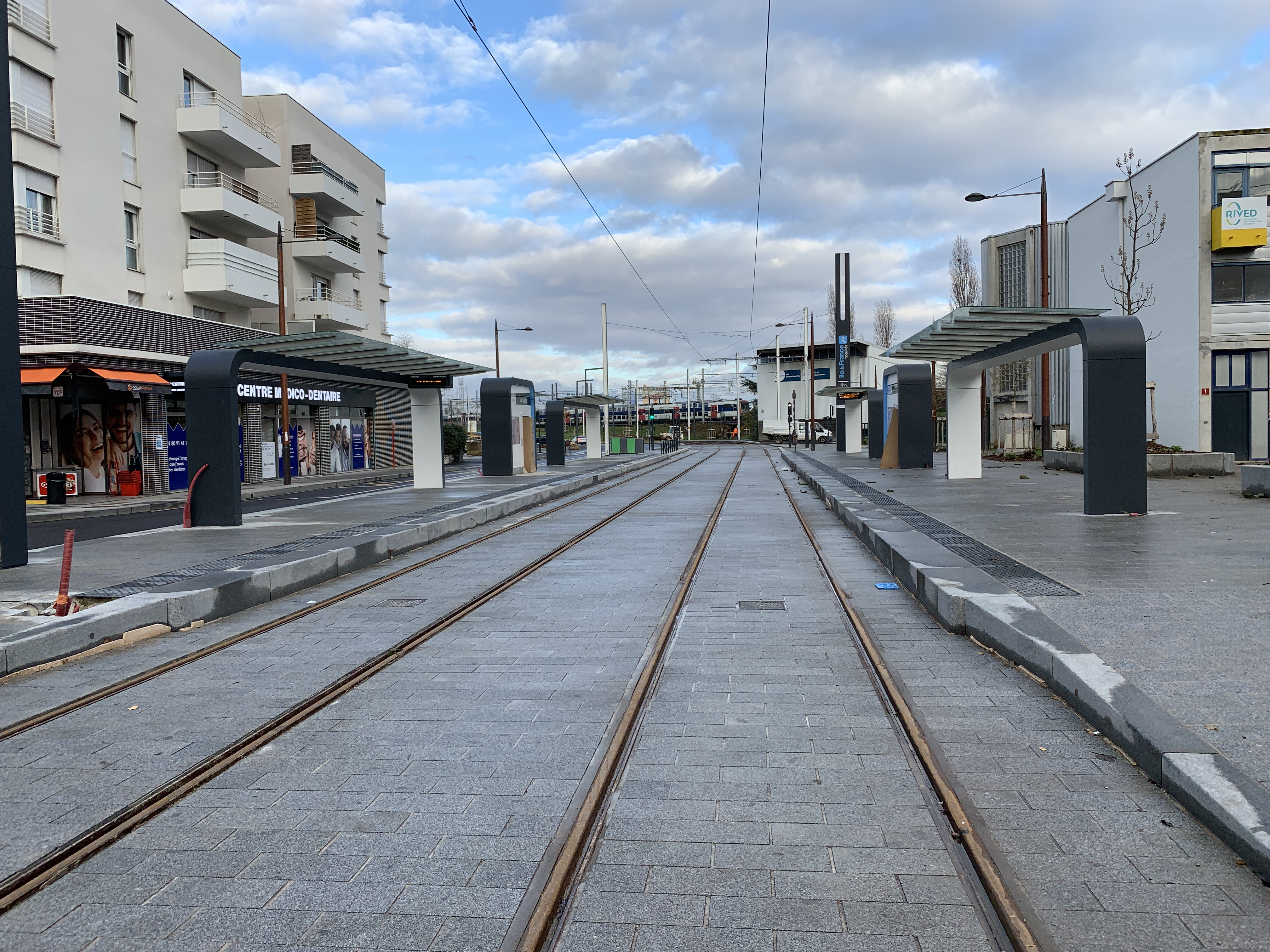
T9 - Les Saules
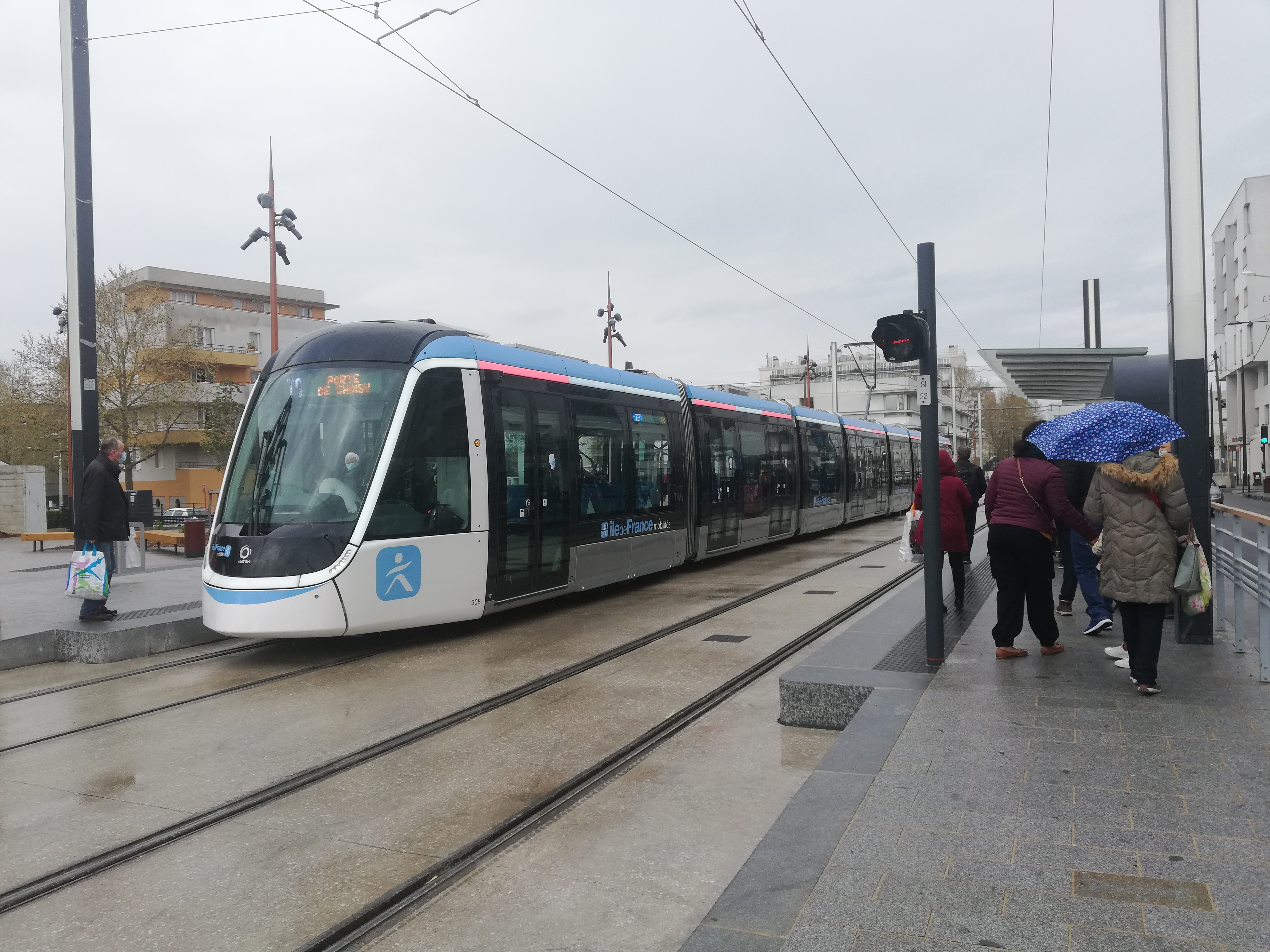
T9 - Orly - Gaston Viens